# 埃氏軟梳䲁
埃氏軟梳䲁（學名：Malacoctenus ebisui），為輻鰭魚綱䲁形目脂䲁科軟梳䲁屬的一個種，分布於中太平洋東部加利福尼亞灣至巴拿馬海域，深度1至18公尺，本魚頭部細長，吻尖，鰓蓋前緣有1-2個孔，頸背觸鬚一對呈分枝狀，間距為觸鬚基部寬度的1.9-2.1倍，眼上方有一根分枝狀的觸鬚，背鰭棘與鰭條之間有缺口，側線鰭鱗片52-58片，雄魚背部呈棕色至紅棕色，後部有2-3個大黑斑，腹部呈綠色，帶有微小白色斑點；雌魚上體呈棕色，下體呈黃色，側面有數條散佈的棕色橫條，帶有許多白色斑點，背鰭硬棘20枚、背鰭軟條11枚、臀鰭硬棘2枚、臀鰭軟條20枚，體長可達6.5公分，棲息在珊瑚礁、碎石區，以小型無脊椎動物為食，生活習性不明。